# 자산동 (김천시)
자산동(紫山洞)은 대한민국 경상북도 김천시의 동이다. 2008년 9월 30일 용암동과 성내동이 통합하여 자산동이 만들어졌다.

## 연혁

### 용암동
- 일제강점기 욱정(감호동), 본정(용두동), 금정(모암동) 호칭
- 1914년 김산군 김천면에 편입
- 1949년 8월 15일 김천시 감호동, 모암동 (김천시로 승격)
- 1983년 2월 15일 감호, 용두 통합하여 용호동
- 1998년 1월 1일 용호동과 모암동이 통합하여 용암동

### 성내동
- 조선시대 김산군 김천면 성내동
- 1914년 김산군 김천면 성내동
- 1949년 8월 15일 김천시 성내동 (김천읍이 시로 승격)
- 1962년 성내1동, 성내2동 분리
- 1983년 2월 15일 성내 1,2동을 통합 성내동
- 2008년 9월 30일 용암동과 성내동이 통합하여 자산동이 만들어졌다.

## 법정동
- 감호동

- 모암동

모암동은 김천여자중학교와 김천모암초등학교가 있으며, 의료기관으로는 김천의료원이 있다. 남쪽 중앙시장 일대로 4번국도가 지나간다. 1901년 이전에는 직지사천과 감천이 합류하는 지점에만 소규모 부락이 있었다.
- 성내동

성내동은 김천 옛 동네로, 오래된 가옥과 맨션이 많다. 김천공용버스터미널을 중심으로 상권이 형성되어 있다.
- 용두동

## 교육 기관
- 김천모암초등학교 - 모암사길10길 6
- 김천여자중학교 - 자산로 168
- 김천여자고등학교 - 모암사랑10길 9

## 금융 기관
- 농협중앙회 김천지점 - 자산로 43
- 대구은행 김천지점 - 중앙시장길 9
- 동부새마을금고 - 자산로 49
- 중앙새마을금고 - 자산로 33
- 새김천새마을금고(감호지점) - 아랫장터5길 5
- 김천농협성내지점 - 자산3길 28-24
- 대구경북능금조합 김천지소 - 용머리3길 23

## 공공 기관
- 김천우체국 - 중앙시장3길 22
- 경상북도김천교육지원청 - 충효길 19
- 김천경찰서 중앙파출소 - 자산로 41-2
- 한국전력공사 김천지점 - 모암길 210
- 새마을운동김천시지회 - 강변로 34
- 예비군동대 - 충효길 109

## 의료 기관
- 경북지방공사 김천의료원 - 모암길 24

## 사진

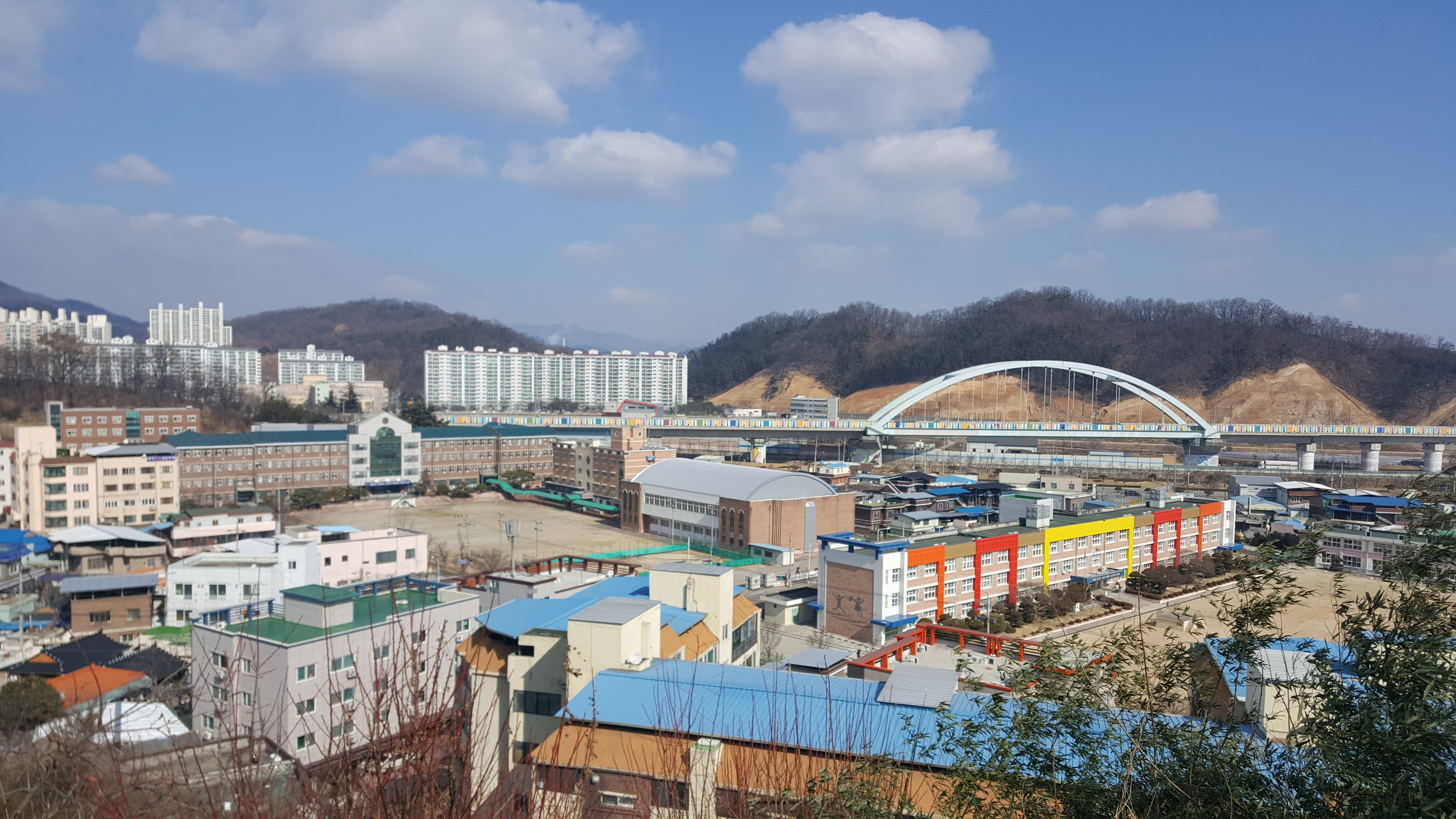
모암동 일대. 좌측의 학교는 김천여자중학교, 우측은 모암초등학교이다.